# David Broncano
David Broncano Aguilera (Santiago di Compostela, 30 dicembre 1984) è un comico, conduttore televisivo e conduttore radiofonico spagnolo.
Ha vinto quattro premi Ondas: nel 2015 per A vivir que son dos días, nel 2018 per il programma radiofonico La vida moderna, nel 2019 per La resistencia e nel 2024 per La revuelta.

## Biografia

### Vita privata
Nasce a Santiago di Compostela, in Galizia, da genitori madrileni, ma presto la famiglia si stabilisce a Rianjo per poi stabilirsi ad Orcera, in Andalusia, dove cresce. Sua madre è insegnante di matematica, mentre suo fratello Daniel Broncano è un musicista e l'ideatore del festival Música en Segura, che si svolge nella Sierra de Segura.
Ha studiato Informatica e Pubblicità all'Università Complutense di Madrid, dove ha studiato anche Fisica. Dopo aver lasciato l'università, ha iniziato a lavorare per diverse agenzie di comunicazione e pubblicità fino al 2008, quando Paramount Comedy accettato un suo monologo per il programma Nuevos cómicos. Da quel momento inizia la sua carriera di comico professionista, che spazia dalle esibizioni dal vivo di stand-up a quelle in programmi radiofonici e televisivi, fino a presentare e dirigere i propri spettacoli su entrambi i media.
Da giovane è stato un calciatore dilettante ed è appassionato di diversi sport, come il tennis, lo sci e l'alpinismo.

### Carriera professionale
Nel 2008 esordisce come monologhista in Paramount Comedy. Ha collaborato in seguito a programmi televisivi come Estas no son las noticias sul canale Cuatro, e dal 2013 è apparso su El club de la comedia. Il suo vero successo è arrivato in radio, dove ha iniziato nel 2008 con una collaborazione in No somos nadie di M80, continuando poi sulla rete Los 40 nei programmi Yu: No te pierdas nada e Anda ya.
Nel 2011 ha iniziato a collaborare al programma Hoy por hoy su Cadena SER, con la rubrica Las preguntas de Broncano (lett. "Le domande di Broncano"). Il suo impegno con questa stazione radiofonica è proseguito in seguito con la collaborazione regolare in A vivir que son dos días, dove ha continuato con lo stesso modello di rubrica. Ha ottenuto un maggiore successo nel 2014 con il programma La vida moderna su Cadena SER, che co-diretto con Ignatius Farray e Quequé, e per il quale hanno vinto il premio Ondas come miglior programma radiofonico nel 2018. La vida moderna ha smesso di andare in onda nel giugno 2022. Dal 2016 è stato in tournée in Spagna con lo spettacolo La vida moderna, che nel 2019 ha registrato il maggior numero di spettacoli comici mai andati in scena nel paese, concludendo il tour al Palacio de los Deportes di Madrid davanti a 8.000 persone.
Nel 2016, il successo de La vida moderna lo ha portato a collaborare al programma Late motiv presentato da Andreu Buenafuente, sostituendolo come conduttore quando questi era affeto da afonia. LocoMundo è stato il primo programma che ha presentato in televisione, dal 2016 al 2018, quando è stato sostituito da Quequé. Nel 2018 ha iniziato il suo nuovo programma sul canale #0 di Movistar, La resistencia, un late show comico trasmesso dopo il Late motiv, che ha vinto il Premio Ondas 2019 come “miglior programma di intrattenimento”.
Nell'aprile del 2024 annuncia la firma con RTVE per un programma di due stagioni, che debutta il 9 settembre 2024 con il nome di La revuelta. 

## Filmografia

### Programmi televisivi
| Anno            | Programma                 | Canale              |                        |
| --------------- | ------------------------- | ------------------- | ---------------------- |
| 2008 – 2009     | Nuevos cómicos            | Paramount Comedy    | Invitato               |
| 2008 – 2009     | Estas no son las noticias | Cuatro              | Collaboratore          |
| 2009 – ¿?       | Ilustres ignorantes       | Canal+ / #0         | Invitato               |
| 2010            | UAU!                      | Cuatro              | Collaboratore          |
| 2010 – 2011     | Nos gusta el cine         | Canal+              | Copresentador          |
| 2011 – 2012     | Tentaciones               | Canal+              | Copresentador          |
| 2011 – 2012     | Óxido nitroso             | Canal+ 1            | Collaboratore          |
| 2012            | Alguien tenía que decirlo | La Sexta            | Copresentador          |
| 2013 – 2017     | El club de la comedia     | La Sexta            | Invitato               |
| 2015            | Sopa de gansos            | Cuatro              | Invitato               |
| 2015            | Yutubers                  | Comedy Central      | Copresentador          |
| 2017 – 2018     | LocoMundo                 | #0                  | Presentador            |
| 2016 – 2018     | Late motiv                | #0                  | Collaboratore          |
| 2018 – 2024     | La resistencia            | #0 / Movistar Plus+ | Presentador y director |
| 2022            | Todo es Gila              | Netflix             | Cómico                 |
| 2024 – presente | La revuelta               | La 1                | Presentador y director |
| 2024 – 2025     | Campanadas de fin de año  | RTVE                | Presentador            |

### Serie TV
| Anno | Serie                 | Canale         | Ruolo                     | Note                             |
| ---- | --------------------- | -------------- | ------------------------- | -------------------------------- |
| 2017 | El fin de la comedia  | Comedy Central | Davide                    | 2 episodi                        |
| 2019 | Capítulo 0            | #0             | uomo in giacca e cravatta | 1 episodio                       |
| 2020 | Per sempre            | Antenna 3      | nipote di Manolo          | 2 episodi                        |
| 2020 | Mira lo que has hecho | Movistar+      | Broncano                  | Episodio "Guarda cosa hai fatto" |
| 2022 | La última             | Disney+        | Se stesso                 | 1 episodio                       |
| 2024 | Celeste               | Movistar+      | Se stesso                 | 1 episodio                       |

### Radio
| Anno      | Programma                | Canale       | Ruolo           |
| --------- | ------------------------ | ------------ | --------------- |
| 2008      | No somos nadie           | M80          | Collaboratore   |
| 2011      | Hoy por hoy              | Catena SER   | Collaboratore   |
| 2012-2022 | A vivir que son dos días | Catena SER   | Collaboratore   |
| 2013-2015 | YU: no te pierdas nada   | Gli anni '40 | Co-presentatore |
| 2014-2022 | La vida moderna          | Catena SER   | Presentatore    |
| 2015-2016 | Anda ya                  | Gli anni '40 | Collaboratore   |
| 2019      | Comedia Perpetua         | Catena SER   | Ospite          |

### Teatro
| Anno      | Spettacolo                     |
| --------- | ------------------------------ |
| 2010-2011 | Las noches de Paramount Comedy |
| 2011-2014 | Te ríes de los nervios         |
| 2013-2016 | El club de la comedia          |
| 2016-2022 | La vida moderna Live Show      |
| 2019      | Duñologos                      |

### Doppiaggio

#### Film
- 2018
  - Pupazzi senza gloria di Brian Henson

## Premi e candidature
- Premi Ondas
  - 2015 − vincitore per A vivir que son dos días, Cadena SER
  - 2018 − vincitore per La vida moderna, Cadena SER
  - 2019 − vincitore per La resistencia, #0 Movistar +
  - 2024 − vincitore per La revuelta, RTVE
- Festival Nacional de Televisión de España
  - 2017 − Premio "Comico dell'anno"[17]
  - 2019 − vincitore per La resistencia
  - 2023 − Premio "Joan Ramón Mainat" alla carriera[18]
- Premi Iris
  - 2018 − candidatura a miglior presentatore[19]
  - 2019 − vincitore come miglior presentatore[20]

## Polemiche
Il 1º luglio 2010 è scoppiata una polemica dopo l'interpretazione da parte di Broncano di una ragazza povera del Paraguay che raccontava alcune delle sue esperienze ed esortava i calciatori spagnoli a permettere che la vittoria della nazionale del suo Paese portasse “un po' di gioia ai bambini poveri”. Tutto questo in vista della partita dei quarti di finale dei Mondiali di calcio in Sudafrica tra Paraguay e Spagna, due giorni dopo.
Alla fine del video, Broncano - che interpreta il personaggio di Pedro M. Estuardo - si rivolge ai calciatori spagnoli dicendo: “nelle vostre mani c'è la morte di miliardi di ragazze paraguaiane”.
Il giorno successivo, il Segretariato per l'infanzia e l'adolescenza del Paraguay (SNNA) e diversi media paraguaiani hanno reagito con indignazione, spingendo l'ambasciatore spagnolo in Paraguay, Miguel Angel Cortizo, a scusarsi pubblicamente.